# Décès en octobre 1956
Décès
- 1952
- 1953
- 1954
- 1955
- 1956
- 1957
- 1958
- 1959
- 1960

Pour une information complémentaire, voir la page d'aide.

| Date       | Nom              | Pays                   | Activités                              | Âge | Source |
| ---------- | ---------------- | ---------------------- | -------------------------------------- | --- | ------ |
| 13 octobre | Otto Tangen      | Drapeau de la Norvège  | Coureur norvégien du combiné nordique. | 70  |        |
| 19 octobre | Emanuel Jonasson | Drapeau de la Suède    | Compositeur et musicien suédois.       | 70  |        |
| 22 octobre | Arthur Lowe      | Drapeau du Royaume-Uni | Joueur de tennis britannique.          | 70  |        |